# Zilster molen
De Zilster Molen is een windmolen van het type beltmolen in Zeelst.
De molen is gebouwd in 1858 en werd gebruikt als korenmolen. Het is een ronde bakstenen bovenkruier.
De molen is altijd in handen van particuliere molenaars geweest. Vroeger heeft hij ook als oliemolen dienstgedaan. Tegenwoordig is de molen geheel maalvaardig, maar ze is niet meer in bedrijf.
De Zilster Molen is de lichtst draaiende molen van Nederland. Hij bevindt zich niet ver van het oude centrum van Zeelst en maakt van hetgeen daarvan is overgebleven, een mooi ensemble uit. Doordat de omgeving van de molen geheel in beslag genomen wordt door stedelijke nieuwbouwwijken is de band met het oorspronkelijke landschap vrijwel verdwenen. Maar de molen vangt nog genoeg wind.
De Zilster molen werd gerestaureerd of hersteld in 1947, 1964 en 1992.